# Trioxys rosaecola
Trioxys rosaecola är en stekelart som beskrevs av Bhagat 1982. Trioxys rosaecola ingår i släktet Trioxys och familjen bracksteklar. Inga underarter finns listade i Catalogue of Life.